# (3460) Ашкова
(3460) Ашкова (лат. Ashkova) — типичный астероид главного пояса, открыт 31 августа 1973 года советским астрономом Тамарой Смирновой в Крымской астрофизической обсерватории и 4 октября 1990 года назван в честь советского астронома Наталии Ашковой.

## Обнаружение и именование
(3460) Ашкова
Открыт 31 августа 1973 года в Научном Т. М. Смирновой.
Назван в честь эксперта по динамике малых планет Наталии Владимировны Ашковой, работавшей в Институте теоретической астрономии с 1954 по 1987 год. Принимала активное участие в автоматизации вычислений и улучшении орбит малых планет для "Эфемерид малых планет" (смотрите цитату для малой планеты (5001)).
Оригинальный текст (англ.)3460 Ashkova
Discovered 1973-08-31 by Smirnova, T. at Nauchnyj.
Named in honor of Nataliya Vladimirovna Ashkova, an expert on the dynamics of minor planets on the staff of the Institute for Theoretical Astronomy from 1954 to 1987. She was heavily involved in the automation of computations and to the improvement of orbits of minor planets for the "Ephemerides of Minor Planets" {see planet (5001)}.
Источники: DISCOVERY.DB; M.P.C. 17028.

## Орбита

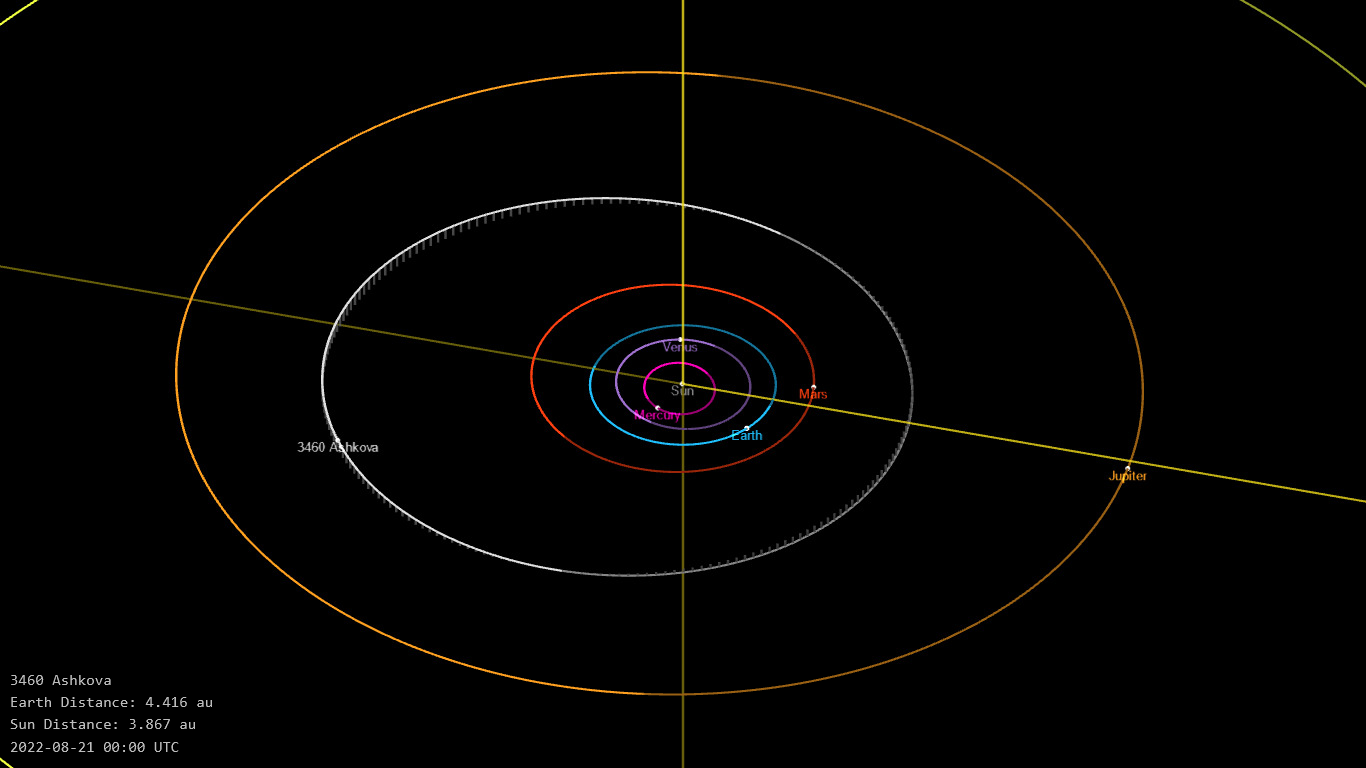
Орбита астероида Ашкова и его положение в Солнечной системе

## Физические характеристики
Из наблюдений системы телескопов панорамного обзора и быстрого реагирования Pan-STARRS следует, что астероид относится к таксономическому классу CX.
По результатам наблюдений в видимом и ближнем инфракрасном диапазоне космического телескопа NEOWISE и наблюдений в инфракрасном диапазоне спутника Akari диаметр астероида оценивался равным 17,916±0,352 км, 18,49±1,08 км, 13,25±3,00 км, 14,16±4,03 км. Согласно тем же источникам альбедо оценивается как 0,0662±0,0149, 0,065±0,009, 0,09±0,04, 0,066±0,015 и 0,074±0,048.